# 己衣镇
己衣镇，是中华人民共和国云南省楚雄彝族自治州武定县下辖的一个乡镇级行政单位。
2014年4月18日，云南省人民政府批复同意撤销己衣乡，设立己衣镇。

## 行政区划
己衣镇下辖以下地区：
己衣村、新民村、罗能村、更德村、平山村、资亨村、分耐村、汤德古村和板桥村。